# Bernard Sumner
Bernard Sumner, geboren als Bernard Dicken (Salford, Lancashire, 4 januari 1956) is de zanger en gitarist van de Britse popgroep New Order. Eerder was hij actief als gitarist van de new-wave groep Joy Division. Toen zanger Ian Curtis zelfmoord pleegde werd hij, na de naamsverandering van de band, zanger/gitarist.
Samen met Johnny Marr van The Smiths was Bernard Sumner nog actief in Electronic in de jaren 90. Ook zong hij nummers in voor danceartiesten als WestBam, Ultramarine, Sub Sub,Chemical Brothers en 808 State.
Ian Curtis · Peter Hook · Stephen Morris · Bernard Sumner
- Bibsys: 6010958
- Biblioteca Nacional de España: XX5092009
- Bibliothèque nationale de France: cb162595467 (data)
- Gemeinsame Normdatei: 138127476
- International Standard Name Identifier: 0000 0001 2029 7532
- Library of Congress Control Number: no98016833
- MusicBrainz: 6fa2e161-200e-475a-8492-3755594581f9
- Bibliotheek van het Japanse parlement: 001213223
- Nationale Bibliotheek van Tsjechië: ola2002152137
- Nationale Bibliotheek van Israël: 987008816730505171
- Virtual International Authority File: 84964671
- WorldCat: E39PBJpJbKFckPktPxkTX7GbVC